# Джон Оксли
Джон Джоузеф Уилям Молсуърт Оксли (на английски: John Joseph William Molesworth Oxley) е английски топограф, геодезист и изследовател на Австралия и Тасмания.

## Ранни години (1785 – 1817)
Роден е на 1 януари 1785 година в Йоркшър, Северна Англия. През 1799 г., на14-годишна възраст, постъпва в Кралската флота като юнга. През октомври 1802 пътува до Австралия като помощник-капитан на кораб „Бъфало“ и участва в картографска експедиция, която заснема и картира няколко пристанища. През 1805 г. Оксли е повишен в лейтенант и следващата година извършва плаване до Земя Ван Димен (днес Тасмания). След завръщането си в Англия през 1807 г. става старши лейтенант и през 1809 отново плава до Земя Ван Димен, като превозва каторжници, стоки и оборудване за новите колонии.
През 1811 г. напуска флота, оженва се и заминава за Австралия, където през май 1812 е назначен за главен геодезист на колонията.

## Експедиционна дейност (1817 – 1822)
През март 1817 г. Оксли е назначен за ръководител на експедиция, която трябва да проучи и изследва районите на запад от Сидни. В експедицията участват още Джордж Уилям Еванс като втори топограф, който две години по-рано открива горните течения на реките Макуори (ляв приток на Дарлинг) и Лаклан (десен приток на Марамбиджи) и Алън Кънингам като ботаник, който впоследствие провежда редица важни изследвания в различни части на Австралия.
На 6 април 1817 г. групата напуска Сидни, пресича Сините планини (1360 м), на 25 април достига до река Лачлан и проследява цялото течение на река Макуори, вливаща се в блато на 30°30′ ю. ш. 147°30′ и. д. / 30.5° ю. ш. 147.5° и. д., до което стигат на 12 май. Поради липсата на провизии и смъртта на два от конете експедицията поема обратно, на 23 юни се добират до Лачлан, а на 29 август се завръщат в Батърст.
През 1818 г. Оксли отново посещава басейна на Макуори, стига до блатото, продължава на изток по нея, открива река Каслрей (десен приток на Макуори), преминава през хребета Арбатнот (Arbuthnot)и на изток от него открива равнината Ливърпул и река Намои, течаща през нея на запад. Продължава на изток, пресича Сините планини и достига до Тихия океан при залива Порт Макуори.
През 1818 – 1819 г. участва в експедицията на Филип Паркър Кинг.

## Следващи години (1822 – 1828)
През август 1822 г. Оксли се жени за Ема Нортън (1798 – 1885), от която има двама сина – Джон и Хенри. Преди брака си с Ема Нортън той има три извънбрачни дъщери.
През 1823 г., отново заедно с Д. У. Еванс, изследва западното крайбрежие на Тасмания, като открива вторично залива Макуори (42°19′ ю. ш. 145°22′ и. д. / 42.316667° ю. ш. 145.366667° и. д.) и детайлно го картира.
Умира на 26 май 1828 година в Къркам, Нов Южен Уелс, на 43-годишна възраст.

## Памет
Неговото име носят:
- град Оксли (27°34′ ю. ш. 152°59′ и. д. / 27.566667° ю. ш. 152.983333° и. д.), в Австралия, предградие на град Брисбейн, щат Куинсланд;
- град Оксли (35°24′ ю. ш. 149°05′ и. д. / 35.4° ю. ш. 149.083333° и. д.), в Австралия, предградие на столицата Канбера;
- град Оксли (34°10′ ю. ш. 144°06′ и. д. / 34.166667° ю. ш. 144.1° и. д.), в Австралия, щат Нов Южен Уелс;
- избирателен окръг Оксли, в Австралия, щат Куинсланд;
- национален парк Оксли (31°00′ ю. ш. 152°00′ и. д. / 31° ю. ш. 152° и. д.), в Австралия, щат Нов Южен Уелс;
- природен парк Оксли (33°46′ ю. ш. 150°48′ и. д. / 33.766667° ю. ш. 150.8° и. д.), в Австралия, щат Нов Южен Уелс;
- река Оксли Крийк (27°32′ ю. ш. 153°00′ и. д. / 27.533333° ю. ш. 153° и. д.), в Австралия, щат Куинсланд, десен приток на река Брисбейн;
- шосе Оксли (№ 34), в Австралия, щат Нов Южен Уелс, 656 км;

## Трудове
- „Journals of two expeditions into the interior of New South Walles... 1817 – 1818“, London, 1820.